# Schloss Artelshofen

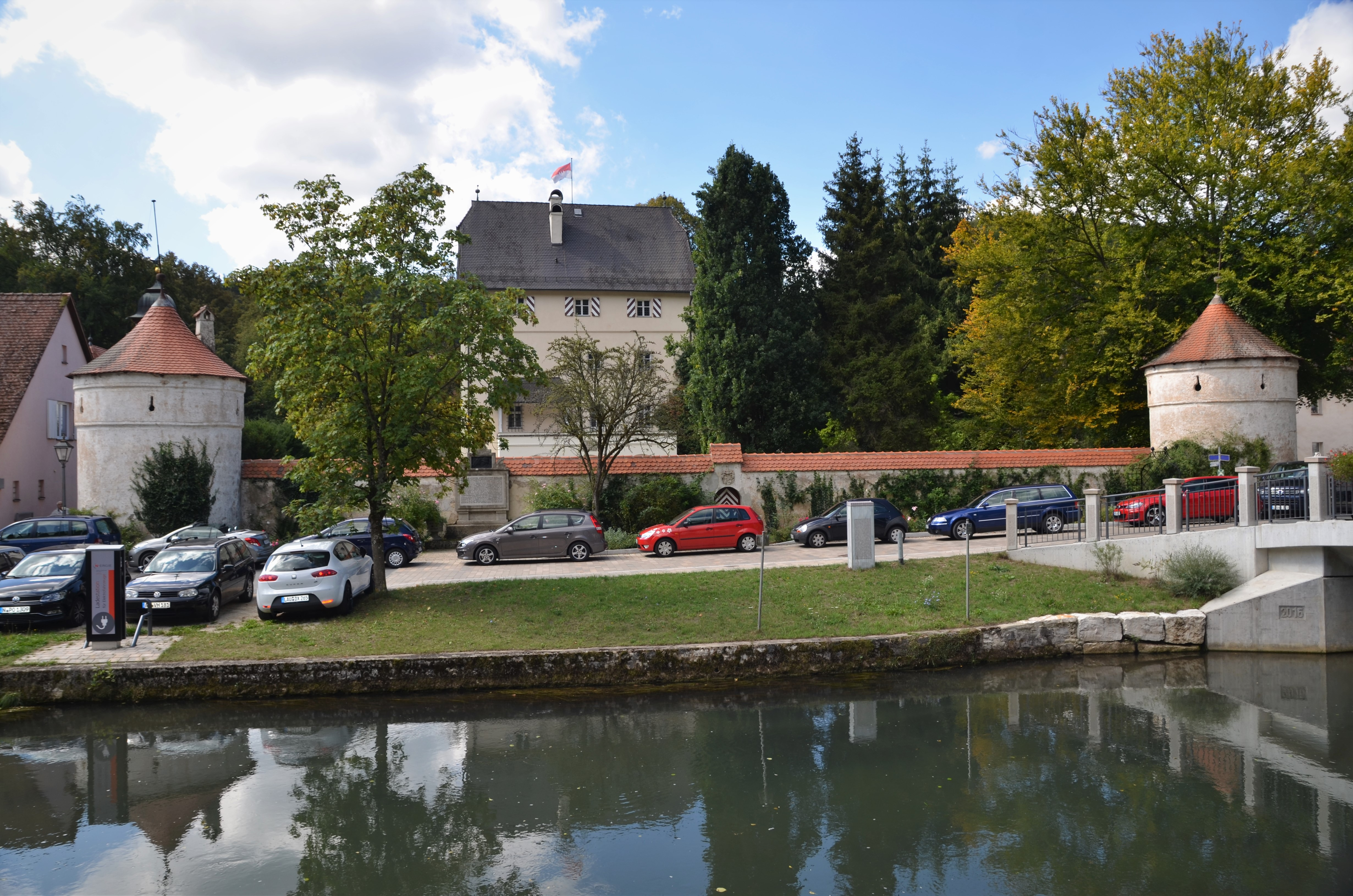
Sicht von Osten 2018

Schloss Artelshofen ist ein Herrensitz in Vorra-Artelshofen im Nürnberger Land. Die Ursprünge des Anwesens reichen wahrscheinlich bis in das späte 13. Jahrhundert, die erste urkundliche Erwähnung datiert von 1361, im 16. Jahrhundert wurde schließlich im Wesentlichen der gegenwärtige, zurzeit gut erhaltene Zustand erreicht. Schloss Artelshofen befindet sich in Privatbesitz und wird seit 2014 von einer gemeinnützigen Stiftung unterhalten.

## Geschichte

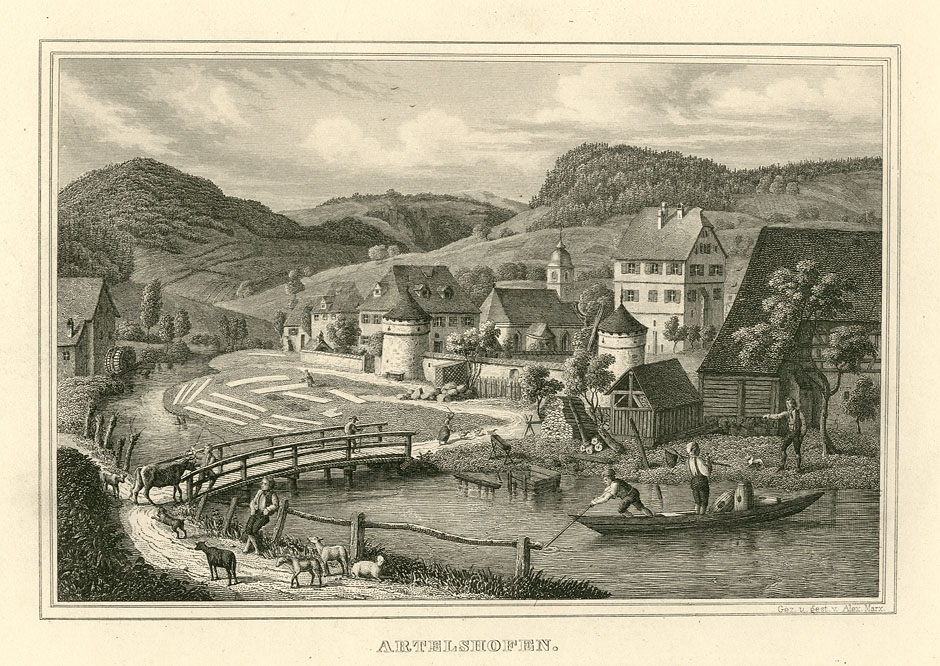
Stahlstich um 1850

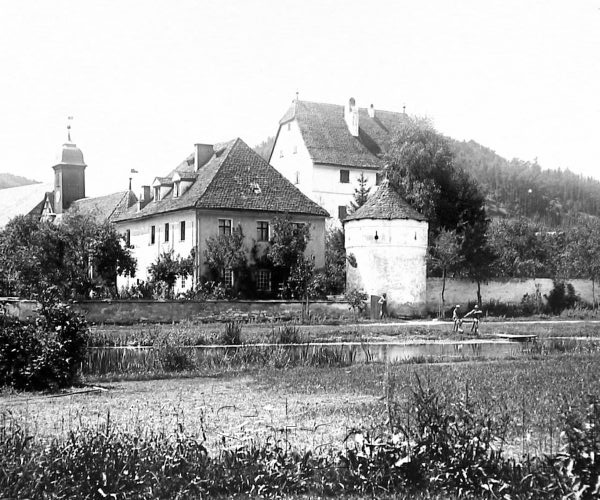
Fotografie aus südöstlicher Richtung (etwa 1894)

Schloss Artelshofen wurde um 1300 als Wasserburg oder Weiherhaus am westlichen Ufer der Pegnitz erbaut, vermutlich als ein von einem Wassergraben umgebener Wohnturm eines lokalen Ministerialengeschlechts.  Die erste urkundliche Erwähnung des Anwesens stammt von 1361 als Sitz des Heinrich von Sittenbach. 1522 ging der Besitz käuflich über von der Familie von Ploben an den Nürnberger Patrizier Anton Tucher.
1550 wurde es großzügig umgebaut und nach Süden hin erweitert sowie mit einem dritten, vorkragenden Obergeschoss versehen. Schon zwei Jahre später brannte es im Zuge des Zweiten Markgrafenkriegs durch Brandstiftung markgräflicher Truppen nieder. Bis zum Ankauf des Herrensitzes durch Lazarus Harsdorfer 1572, war er wieder vollständig hergerichtet. Danach erfuhr der Bau keine Erweiterungen mehr und ist weitgehend im Zustand des mittleren 16. Jahrhunderts erhalten, abgesehen von der in zwei Schritten durchgeführten Entfestigung im Verlauf des 19. Jahrhunderts: Zunächst ließ Karl Benedikt Schwarz 1818 aus pragmatischen Gründen der einfacheren Nutzbarkeit den inneren Mauerring abreißen und den Wassergraben trockenlegen. Später wurden im Vorfeld des geplanten Baus der Fichtelgebirgsbahn Wirtschaftsgebäude und die südliche Befestigung niedergelegt. In den 1930ern fand eine grundlegende Modernisierung des Herrenhauses statt. Anfang des 21. Jahrhunderts erwarb Heinrich Bischoff die Liegenschaft und errichtete 2014 die Stiftung Schloss Artelshofen zur „Förderung des Denkmalschutzes, der Denkmal- bzw. Landschaftspflege, der Erhaltung von Kunst- und Kulturgütern, des Naturschutzes und des sozialen Engagements“.

## Herren zu Artelshofen

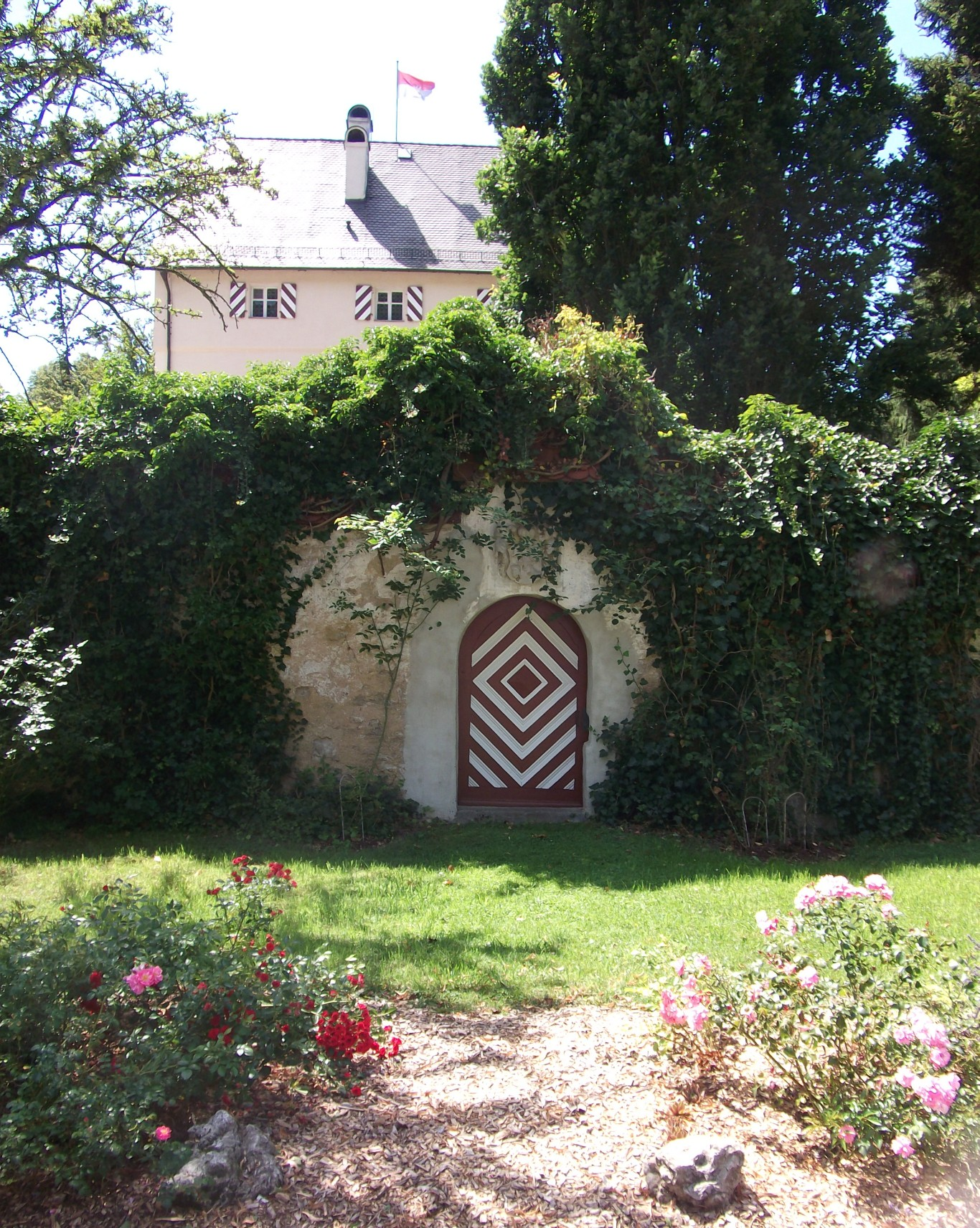
Eingangstor (2015)

In seiner mehr als 700-jährigen Geschichte wechselte das Anwesen an der Pegnitz häufig die besitzenden Familien, auch änderte sich die Rechtsform des Gutes. Die erste urkundliche Erwähnung 1361 nennt einen Heinrich von Sittenbach als Eigner, der Name findet sich in Mittelfranken in geografischen Objekten wie Sittenbach oder auch Kirchensittenbach, der mutmaßlich aus einem Sulzbacher Ministerialengeschlechts stammte.
Mindestens bis 1408 verblieb der Sitz bei den Sittenbachs und kam 1434 kurzzeitig an Erhart Holdolt, der seinerseits Spross eines Reichenecker Ministerialengeschlechts war.
1452 lassen sich die Herren von Freudenberg als Besitzer ausmachen, 1453 verkaufte Albrecht von Freudenberg die Herrschaft an die Egloffsteins. 1457 siegelte Wolfram von Egloffstein zu Artelshofen, in dessen Familie es bis in das frühe 16. Jahrhundert nachweisbar ist. Über kurze Besitzwechsel ging das Schlösschen von der Jungfer Amaley Groß über Leonhard von Ploben an den Großkaufmann aus mächtigem Nürnberger Patriziergeschlecht Anton Tucher über. Das Besitzrecht blieb aber bei den Ploben bis Hans Ebner von Eschenbach dieses vom Schwiegersohn des Leonhard, Jörg Holzschuher, 1535 erwarb, wie zuvor schon 1531 das Eigenrecht vom Tucher. Hans Ebner soll für die umfangreichen Erweiterungen 1550 noch verantwortlich gewesen sein.
In den frühen 1570ern ging das Anwesen an die Harsdörffer, die es 1626 an Hans Jakob Tetzel veräußerten. Das Gut, ab 1722 Teil einer Familienstiftung, blieb bis 1748 bei Familie Tetzel, bis der langjährige Stiftungsverwalter Hieronymus Wilhelm Ebner nach dem Tod des letzten Artelshofener Tetzel das Eigentum gerichtlich zugesprochen bekam. Er löste die Familienstiftung auf, um zwei Jahre später einen eigenen Fideikommiss zu institutionalisieren. Als dieser Familienzweig der Ebner von Eschenbach 1793 ausstarb wurde die Stiftung bis zu ihrem Erlöschen in den frühen 1810er Jahren von den Haller von Hallerstein verwaltet.
Der Nürnberger Kaufmann Karl Benedikt Schwarz erwarb 1816 von einer Erbengemeinschaft die Grundherrschaft, woraufhin der bayerische König ihn zur Ausübung derselben adelte; auch er schuf bald eine neue Familienstiftung, „deren Eigentumsrechte erst mit der gesetzlichen Aufhebung der Fideikommisse 1919 erloschen.“ Das Stiftungsgut wurde daraufhin zwischen den Brüdern Benedikt Gottlieb, der Henfenfeld erhielt, und Paul August Benedikt von Schwarz, der Artelshofen übernahm, aufgeteilt; dieser trat es 1931/32 an Wilhelm von Holzschuher ab. In dessen Familie, aus der ein Vorfahre aus dem Nürnberger Patriziat, ein Angehöriger der Holzschuher von Harrlach, bereits im 16. Jahrhundert Eigner des Gutes gewesen war, blieb Schloss Artelshofen bis zum frühen 21. Jahrhundert.
2005 erwarb Heinrich Bischoff das Anwesen, der 2014 neuerlich eine Stiftung errichtete, diesmal jedoch zu gemeinnützigen Zwecken wie vor allem der Denkmalpflege und der Förderung von Kulturgütern. Mit Erwerb des Gutes wurde Bischoff zum Patronatsherrn der kleinen Schlosskirche, zu deren Erhalt er bereits 2011 ebenfalls eine Stiftung gegründet hatte.